# 神聖にして侵すべからず
『神聖にして侵すべからず』（しんせいにしておかすべからず）は、株式会社ウィルプラスのブランド・PULLTOPより2011年10月28日に発売されたアダルトゲームソフトである。

## ストーリー
「日本にあって日本でない」。首都圏の一角にそんなお屋敷があった。
国王・晴華瑠波と諫見芳乃・隼人親子だけが暮らす、お城と庭と高い塀しかないようなとても小さな城塞都市。それが、瑠波の収める「ファルケンスレーベン王国」だった。
かつてはヨーロッパで名の知られた王国も、およそ100年前にとある事情で日本にある猫庭の地に移り、「猫庭の王国」と呼ばれている。
そんな特別な場所での、ゆるやかな、されど突如としてもたらされた、ひと夏の変化を描く物語。世界一小さな王国を舞台に、物語が動き出す。

## 登場人物

### メインキャラクター
諫見 隼人（いさみ はやと）
声優 - なし
身長177cm、血液型O型。
本作の主人公で猫庭の王国の住人。多忙な母・芳乃の代わりに瑠波の世話役など、大抵の雑務をこなす。
鷹生学園では、澪里とともにクラス委員を務めている。
晴華 瑠波（はるか るは）
声 - 藤咲ウサ
身長143cm、血液型AB型。
ファルケンスレーベン王国第63代国王。両親は他界しており、その後継ぎとして就任したと思われる。
ルファ・ファルケンスベーレンという名前も持っているが、普段は使っていない。
国王らしく偉そうにしゃべるが、無意味に偉ぶったりするわけではなく、世話になっている隼人には普段からとても感謝している。
鷹生学園の学生であり、毎日隼人の操る「ファルコン号」で通っている。
刑事ドラマが大好きで、『現代の騎士』と絶賛している。
国友 澪里（くにとも みおり）
声 - 夏野こおり
身長170cm、血液型A型。
鷹生学園の学生で、隼人とクラス委員を務める。
文武両道の才女だがコミュニケーション能力に若干難がある。
家などのしがらみに縛られるのが嫌い。
猫庭の住人を快く思わないのか、隼人や瑠波には厳しい言動が多い。
実蒔 希（さねまき のぞみ）
声 - 井村屋ほのか
身長157cm、血液型B型。
鷹生学園の理事長の孫娘でありお嬢様。瑠波達のクラスに転校してきた。
おっとりした普段の言動とは裏腹に大の昆虫好き。
樫村 操（かしむら みさお）
声 - 羽鳥空
身長155cm、血液型O型。
隼人や瑠波の幼馴染でパン屋「カシムラベーカリー」の娘。明るく前向きな性格だが、勉強やスポーツは苦手。
バレー部に所属している。将来の夢は「カシムラベーカリー」を継ぐこと。

### サブキャラクター
風峰 涼香（かざみね すずか）
声 - 青山ゆかり
身長160cm、血液型B型。
自由奔放な性格をしており、瑠波を子ども扱いするため瑠波には煙たがられている。鷹生学園の学生会長である。
辻賀崎 弘実（つじがさき ひろみ）
声 - 涼織藍音
身長156cm、血液型A型。
瑠波の旧友だが、最近は年賀状程度の交流で、直接会えてはいない。
堀内 響子（ほりうち きょうこ）
声 - かわしまりの
身長162cm、血液型A型。
鷹生学園理事長の秘書で、希の家庭教師。希には姉のように慕われている。

## 制作スタッフ
- 原画・キャラクターデザイン - 仁之丞
- シナリオ - 丸谷秀人、十睡みちたか
- SD原画 - 田口まこと
- 背景 - 塩澤良憲
- グラフィックチーフ - 夏桜
- BGM - EXELION
- 主題歌 - ツーファイブ
- ムービー制作 - どせい
- ディレクター - 朝妻ユタカ
- 制作 - PULLTOP